# Erwin Koffi
Erwin Koffi (sinh ngày 10 tháng 1 năm 1995) là một cầu thủ bóng đá chuyên nghiệp thi đấu ở vị trí  hậu vệ phải cho câu lạc bộ Ligue 2 Pau FC. Mặc dù sinh ra ở Pháp, Koffi lại thi đấu ở cấp độ trẻ quốc gia cho Bờ Biển Ngà.

## Sự nghiệp câu lạc bộ
Vào ngày 14 tháng 5 năm 2016, Koffi có màn ra mắt Ligue 1 trước Gazélec Ajaccio.

## Sự nghiệp quốc tế
Sinh ra ở Pháp và có gốc Bờ Biển Ngà, Koffi thi đấu cho U-23 Bờ Biển Ngà trong thất bại giao hữu 2–0 trước U-23 Burkina Faso vào ngày 31 tháng 8 năm 2016.

## Thống kê sự nghiệp

### Câu lạc bộ
Tính đến 24 tháng 11 năm 2019
| Câu lạc bộ           | Mùa giải           | Giải vô địch                        | Giải vô địch | Giải vô địch | Cup     | Cup       | Châu lục | Châu lục  | Khác    | Khác      | Tổng cộng | Tổng cộng |
| Câu lạc bộ           | Mùa giải           | Hạng đấu                            | Số trận      | Bàn thắng    | Số trận | Bàn thắng | Số trận  | Bàn thắng | Số trận | Bàn thắng | Số trận   | Bàn thắng |
| -------------------- | ------------------ | ----------------------------------- | ------------ | ------------ | ------- | --------- | -------- | --------- | ------- | --------- | --------- | --------- |
| Châteauroux          | 2014–15            | Ligue 2                             | 3            | 0            | 0       | 0         | —        | —         | —       | —         | 3         | 0         |
| Lorient              | 2015–16            | Ligue 2                             | 1            | 0            | 0       | 0         | —        | —         | 0       | 0         | 1         | 0         |
| Lorient              | 2016–17            | Ligue 1                             | 12           | 0            | 1       | 0         | —        | —         | 0       | 0         | 13        | 0         |
| Lorient              | 2017–18            | Ligue 2                             | 0            | 0            | 0       | 0         | —        | —         | 1       | 0         | 1         | 0         |
| Lorient              | Tổng cộng          | Tổng cộng                           | 13           | 0            | 1       | 0         | —        | —         | 1       | 0         | 15        | 0         |
| Anorthosis Famagusta | 2017–18            | Giải bóng đá hạng nhất quốc gia Síp | 15           | 0            | 2       | 1         | —        | —         | —       | —         | 17        | 1         |
| Anorthosis Famagusta | 2018–19            | Giải bóng đá hạng nhất quốc gia Síp | 25           | 1            | 3       | 0         | 2        | 0         | —       | —         | 30        | 1         |
| Anorthosis Famagusta | 2019–20            | Giải bóng đá hạng nhất quốc gia Síp | 3            | 0            | 0       | 0         | —        | —         | —       | —         | 3         | 0         |
| Anorthosis Famagusta | Tổng cộng          | Tổng cộng                           | 43           | 1            | 5       | 1         | 2        | 0         | —       | —         | 50        | 2         |
| Tổng kết sự nghiệp   | Tổng kết sự nghiệp | Tổng kết sự nghiệp                  | 59           | 1            | 6       | 1         | 2        | 0         | 1       | 0         | 68        | 2         |